# 绥安镇
绥安镇，是中华人民共和国福建省漳州市漳浦县下辖的一个乡镇级行政单位。

## 行政区划
绥安镇下辖以下地区：
东街社区、绥西社区、南街社区、北街社区、道周社区、城西社区、城北社区、朝阳社区、绥东社区、绥南社区、绥北社区、南门社区、石斋社区、辕门社区、油车社区、鹿溪社区、炉尾村、鹿溪村、黄仓村、麦园埔村、草埔村、下梧村、顶下草村、大埔村、英山村、后港村、溪南村、京里村、马坑村、寨窑村、查岭村、楼脚村、后潭村和罗山村。